# Teorie stanovování cílů
Stanovování cílů zahrnuje vypracování plánu jednání, jenž má motivovat a vést osobu nebo skupinu k cíli. Stanovení cílů je hlavním tématem literatury o osobním rozvoji a managementu.
Studie Edwina A. Locka a jeho spolupracovníků ukázaly, že konkrétnější a ambicióznější cíle vedou k většímu zlepšení výkonu než cíle jednoduché a neurčité. Proto by cíle měly být konkrétní, časově omezené a obtížné. Měly by být stanoveny na úrovni 90. percentilu, pokud jeho dosažení brání jen motivace a nikoli schopnost. Pokud si člověk stanoví cíl, je schopný jej dosáhnout a nemá protichůdné cíle, existuje přímá úměra mezi obtížností cíle a výkonností.
Teorie uvádí, že nejvíce přímočaré vysvětlení, proč někteří lidé podávají lepší výkon než ostatní, je to, že si stanovují jiné výkonnostní cíle. Teorie se skládá ze čtyř částí:
1. Obtížné konkrétní cíle vedou k výrazně vyššímu výkonu než snadné cíle, žádné cíle nebo přímo neurčité cíle (například "dělat maximum").
2. Existuje-li při jinak stejných schopnostech závazek k cíli, výkon je tím vyšší, čím vyšší je cíl.
3. Faktory jako pochvala, zpětná vazba nebo zapojení lidí do rozhodování ovlivňují chování pouze, vedou-li ke stanovení konkrétního obtížného cíle a jeho plnění.
4. Stanovení cílů může ovlivnit nejen tři mechanismy motivace (volby, úsilí a vytrvalosti), ale i volbu, úsilí a vytrvalost při hledání způsobů, jak dosáhnout cíle. [5]

## Závazek ke splnění cíle
Lidé podávají lepší výkon, když jsou odhodláni dosáhnout jistých cílů. Porozuměním vlivu stanovení cílů na výkon jednotlivce mohou organizace využít stanovení cílů pro zlepšení výkonu organizace. Dalším aspektem, který souvisí se závazkem k cíli, je také přijetí cíle. Jedná se o ochotu jednotlivců sledovat svůj konkrétní cíl. Locke a Latham (2002) označili tři indikátory úspěchu:
1. Význam výsledků splnění cíle
2. Důvěra ve vlastní schopnost splnit cíl
3. Závazek vůči druhým: sliby mohou značně posílit odhodlání

## Trénik
Stanovování cílů se používá ke zlepšení výsledků tréninku. Například Tomokazu Kishiki a jeho spolupracovníci provedli randomizovanou kontrolovanou studii na chirurgických praktikantech, aby zjistili, jestli by jejich výkonnost a výsledky testů byly zlepšeny účastí v programu stanovování cílů. Přidání dosažitelných cílů se ukázalo jako prospěšné. Když se během tréninkových procesů vhodně použije stanovování cílů, může vzrůst motivace zaměstnanců i organizační nasazení.
Výcvik stanovování cílů navíc zvýšil výkonnost i u dospělých a dětí s lehkým až těžkým mentálním postižením.

## V osobním životě
Mezi běžné osobní cíle patří hubnutí, dobré známky a spoření. Strategie pro stanovení cílů začíná celkovým obrazem; pohled na celkový obraz před rozdělením na menší části umožňuje soustředit se na primární cíl. Jakmile je stanoven hlavní cíl, jeho rozdělení na menší a dosažitelnější komponenty pomůže při tvorbě plánu pro stanovení cíle. Tyto nižší a snazší cíle podporují sebeúctu a poskytují okamžitou zpětnou vazbu, jež udrží jednotlivce u úkolu.
Time management je soubor metod pro dokončování úkolů zadávaných nadřízenými nebo sebou samým včas a efektivně. Správa času vyžaduje rozpoznání cíle a stanovení plánu, jenž zajistí nejvyšší účinnost a realizaci cíle.  Existuje řada mobilních aplikací pro určování cílů například pro peníze, zdraví, kalendář a produktivituv oblastech jako jsou peníze, zdraví a produktivita.  